# 高社山
高社山（こうしゃさん、たかやしろやま）は、長野県の中野市・山ノ内町・木島平村の境界に位置する標高1351.5mの山。高井富士（たかいふじ）の異称を持つ。

## 概要
高社山は成層型の火山体（成層火山）で、虚空蔵山や滝の沢山とともに高社火山山地を構成する。活動時期は30万～20万年前。東麓の三ッ子山と飯盛山は溶岩ドームである。
その比較的整った円錐形の山容から郷土富士の1つとして高井富士とも呼ばれる。溶岩が造り出した夫婦岩、薬師岩、天狗岩や大黒岩など多くの奇岩があり、古代より信仰の対象とされ修験道場の跡があるなど山に纏わる伝説も多い。
地理的には高社火山山地は長野盆地と飯山盆地の境に位置している。

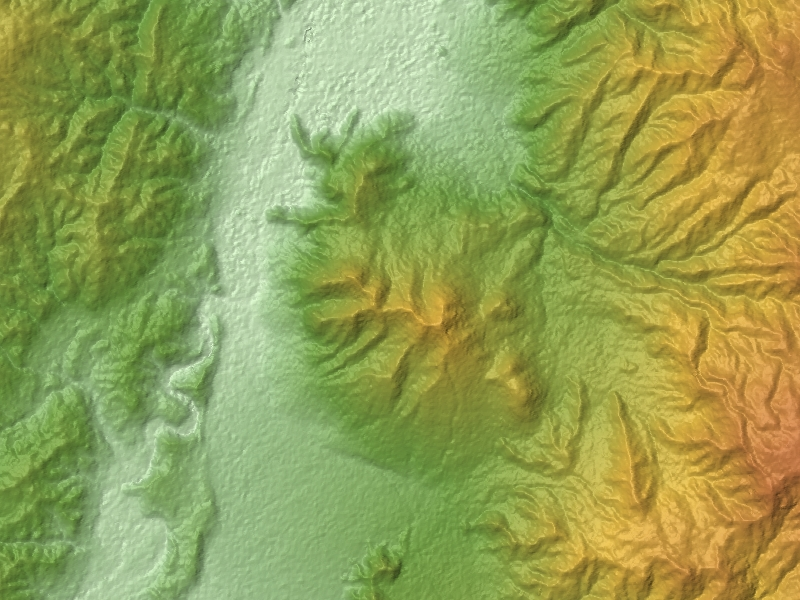
高社火山の地形図

清水栄一の「信州百名山」に数えられており、複数のコースを有す登山向けの山として知られる。タムシバやカタクリといった植物に加え、秋には紅葉も楽しめるほか、冬にも越年登山が行われている。山の向きによりリンゴ畑、ブドウ畑、桃畑も見れ季節により稜線や麓には花々が広がる。
山麓付近には、愛宕山の湧水で有名な不動滝や幻の滝と言われる樽滝等の名所も点在。また志賀高原CCや木島平スキー場、よませ温泉スキー場、高井富士スキー場、牧野入りスノーパークなどの4つのスキー場など（レジャー施設）もあり、1年を通して楽しめる山となっている。